# Hệ vỏ bọc
Hệ vỏ bọc hay hệ bì (từ nguyên - Latinh integumentum) là một hệ cơ quan bảo vệ cơ thể chống lại nguy hiểm, bao gồm da cùng các phần phụ của nó (gồm tóc, vảy, lông và móng). Hệ vỏ bọc có những chức năng đa dạng; nó chống thấm nước, đệm và bảo vệ những mô bên trong, bài tiết chất thải, ổn định thân nhiệt và là nơi gắn những giác quan để cảm giác sự đau đớn, áp lực và nhiệt độ. Hệ vỏ bọc của con người còn có thể cung cấp vitamin D. Hệ vỏ bọc là hệ cơ quan lớn nhất của cơ thể. Các bệnh tật thường gặp là: mụn, bạch tạng, ung thư da, cháy nắng...

## Hình ảnh

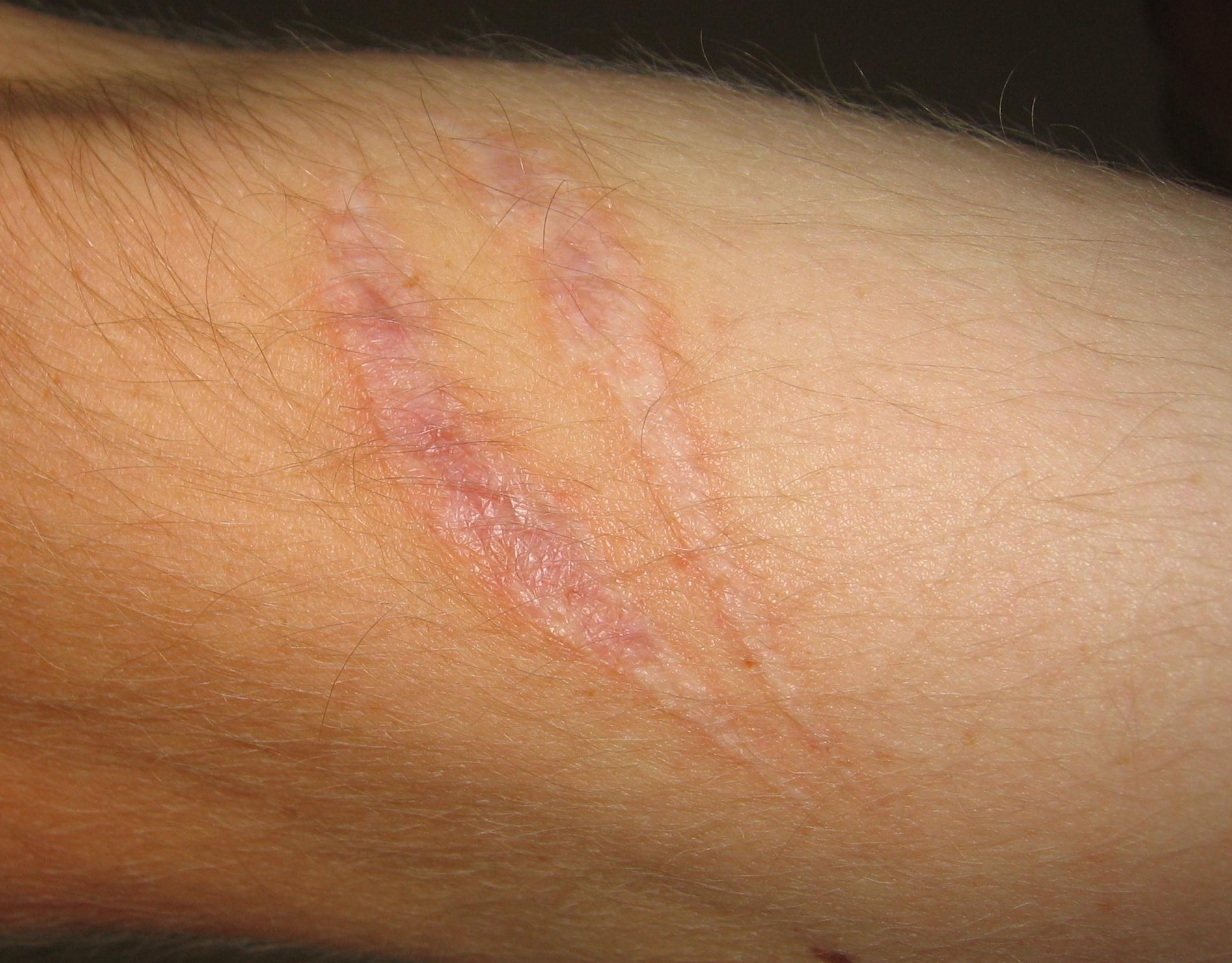
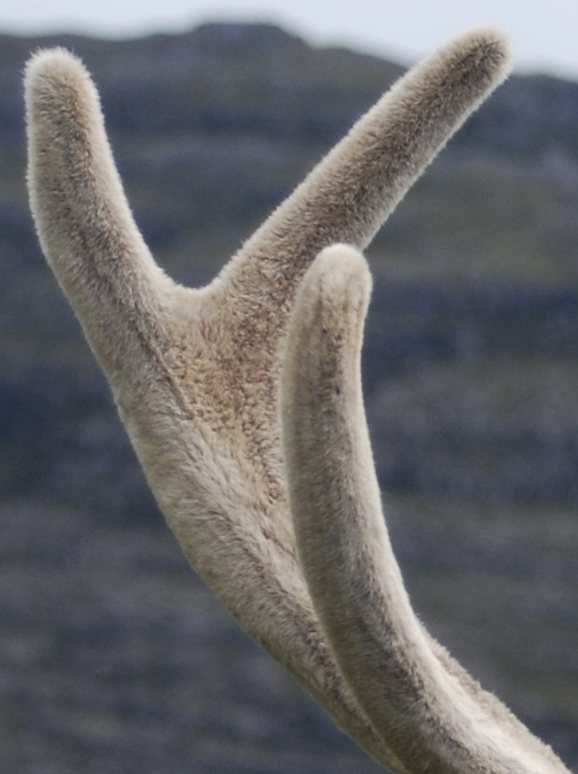